# Fengjie

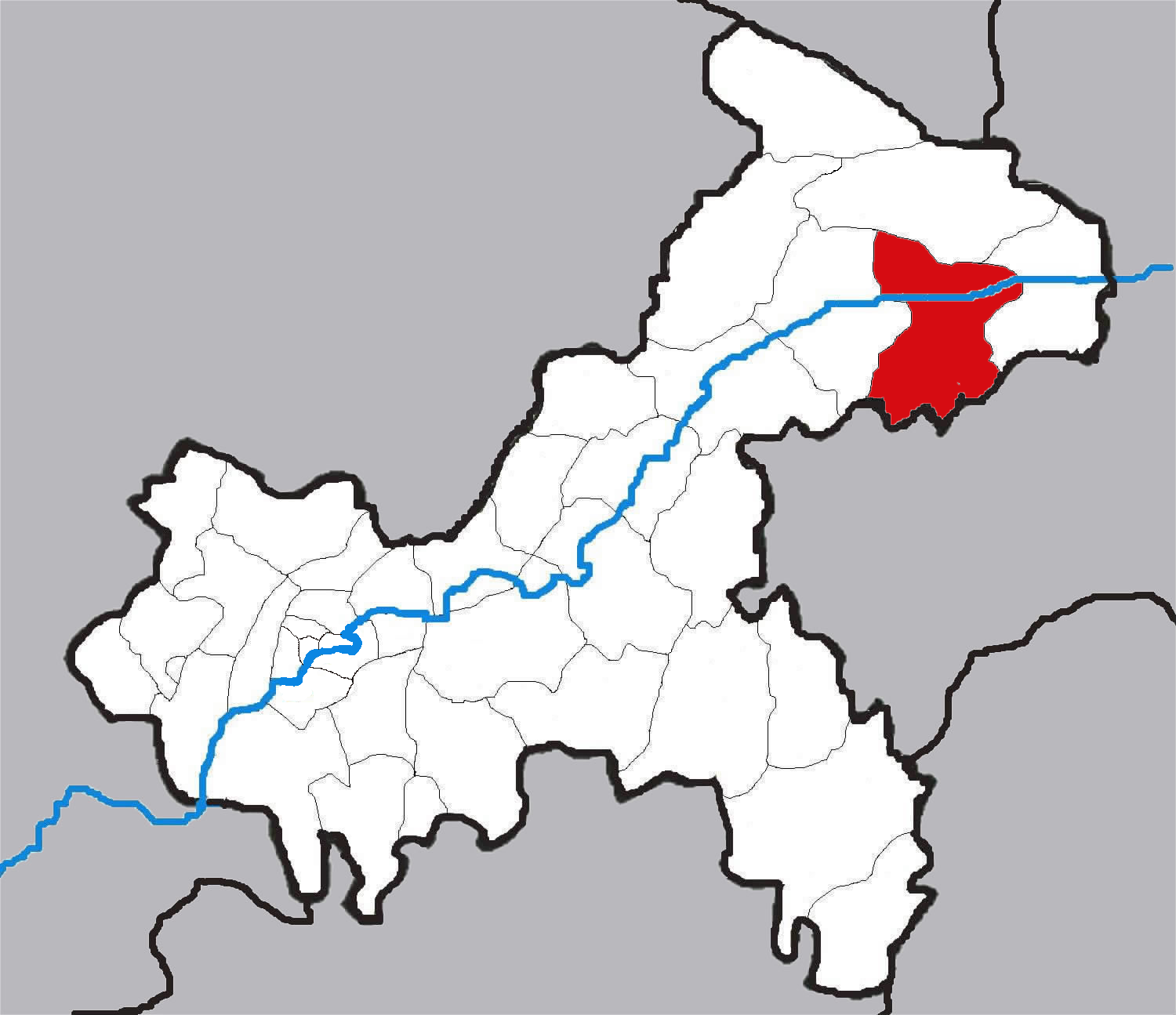
Lage Fengjies in Chongqing

Fengjie (chinesisch 奉节县, Pinyin Fèngjié Xiàn) ist ein südwestchinesischer Kreis der regierungsunmittelbaren Stadt Chongqing.
Der Kreis Fengjie liegt im Osten des Verwaltungsgebiets von Chongqing. Er hat eine Fläche von 4.087 km². Bei Volkszählungen in den Jahren 2000 und 2010 wurden in Fengjie 871.743 bzw. 834.259 Einwohner gezählt. Damit lag 2010 die Bevölkerungsdichte bei 204,1 Einwohner je km².

## Administrative Gliederung des Kreises Fengjie
Auf Gemeindeebene setzt sich Fengjie aus 19 Großgemeinden, sieben Gemeinden und vier Nationalitätengemeinden zusammen. Diese sind:
- Großgemeinde Yong’an (永安镇), Hauptort, Sitz der Kreisregierung;
- Großgemeinde Anping (安坪镇);
- Großgemeinde Baidi (白帝镇);
- Großgemeinde Caotang (草堂镇);
- Großgemeinde Dashu (大树镇);
- Großgemeinde Fenhe (汾河镇);
- Großgemeinde Gongping (公平镇);
- Großgemeinde Jiagao (甲高镇);
- Großgemeinde Kangle (康乐镇);
- Großgemeinde Qinglian (青莲镇);
- Großgemeinde Qinglong (青龙镇);
- Großgemeinde Tuxiang (吐祥镇);
- Großgemeinde Wuma (五马镇);
- Großgemeinde Xinglong (兴隆镇);
- Großgemeinde Xinmin (新民镇);
- Großgemeinde Yangshi (羊市镇);
- Großgemeinde Yongle (永乐镇);
- Großgemeinde Zhuyi (朱衣镇);
- Großgemeinde Zhuyuan (竹园镇);
- Gemeinde Fengping (冯坪乡);
- Gemeinde Hefeng (鹤峰乡);
- Gemeinde Hongtu (红土乡);
- Gemeinde Kangping (康坪乡);
- Gemeinde Ping’an (平安乡);
- Gemeinde Shigang (石岗乡);
- Gemeinde Yanwan (岩湾乡);
- Gemeinde Chang’an der Tujia (长安土家族乡);
- Gemeinde Longqiao der Tujia (龙桥土家族乡);
- Gemeinde Taihe der Tujia (太和土家族乡);
- Gemeinde Yunwu der Tujia (云雾土家族乡).